# Sphecodes izumindus
Sphecodes izumindus är en biart som beskrevs av Kazuhiko Tsuneki 1986. Sphecodes izumindus ingår i släktet blodbin, och familjen vägbin. Inga underarter finns listade i Catalogue of Life.